# 空のイノセント
『空のイノセント』（そらのイノセント）は、秋葉凪人（秋葉凪樹）の成人向け漫画作品。
コアマガジンの成人向け漫画誌『漫画ばんがいち』で、1996年から1999年8月号まで24話が連載された。
叙情的かつ内向的な作劇で人気を博したが、連載初期から休載や作画不良が頻発し、長期休載を経て、末期は隔月連載になっていた。単行本は2巻まで発売されたが、完結直前に中断。
2020年時点で未完となっており、最終3巻に収録される予定だった5本の単行本未収録話が存在する。また、掲載誌であった『漫画ばんがいち』は2018年に休刊している。

## あらすじ
沢田航は夏期講習のため、親戚である村上家に滞在することになった。四女・空との再会を喜ぶ航だが、その夜、村上家の女たちによって陵辱されてしまう。
子供の頃と変わらない純粋な少女である空のそばで、自分を穢れた存在であると認識しつつも、航はその肉欲に溺れていくのだった。

## 主な登場人物
沢田航（さわだ こう）
主人公。
村上空（むらかみ そら）
村上家の四女。
村上砂緒（むらかみ すなお）
村上家の三女。
村上架名（むらかみ かな）
村上家の次女。
村上風見（むらかみ ふみ）
村上家の長女。
村上美樹（むらかみ みき）
村上家の未亡人。
村上篤（むらかみ あつし）
美樹の夫。高名な映像作家であったが、1年前、自宅で転落死した。
沢田明人（さわだ あきと）
航の父親。

## 単行本
- 第1巻 空の羽音 1997年10月発行 ISBN 4877341323
  - 第01話 空の羽音
  - 第02話 雲の下
  - 第03話 欲望の虜囚
  - 第04話 檻の中
  - 第05話 白く汚れていくもの
  - 第06話 瞳、閉じても
  - 第07話 犬の視界
  - 第08話 雨の天井
  - 第09話 家族の食卓
- 第2巻 おしまいの日 1998年2月発行 ISBN 4877341560
  - 第10話 闇の瞳
  - 第11話 汚れた肉片
  - 第12話 灰かぶりの夢
  - 第13話 抱擁
  - 第14話 おしまいの日 (1)
  - 第15話 おしまいの日 (2)
  - 第16話 おしまいの日 (3)
  - 第17話 おしまいの日 (4)
  - 第18話 おしまいの日 (5)
  - 第19話 おしまいの日 (6)

## 単行本未収録
- 第20話 おしまいの日(7)（1998年、漫画ばんがいち 5月号）
- 第21話 おしまいの日の終わり（1999年、漫画ばんがいち 3月号）
- 第22話 燃えさかる家（1999年、漫画ばんがいち 4月号）
- 第23話 からっぽの空（1999年、漫画ばんがいち 6月号）
- 第24話 空に還る(1)（1999年、漫画ばんがいち 8月号）